# AVCA All-America 2011-2020 (femminile, NCAA Division I)
Pallavoliste della NCAA Division I inserite nelle tre squadre dell'AVCA All-America Team per il periodo 2011-2020

## Elenco
| Grassetto | AVCA National Player of the Year |

| Stagione |                             |                             |                              |                              |                             |                             |
| Stagione | AVCA All-America First Team | AVCA All-America First Team | AVCA All-America Second Team | AVCA All-America Second Team | AVCA All-America Third Team | AVCA All-America Third Team |
| Stagione | Giocatrice                  | Squadra                     | Giocatrice                   | Squadra                      | Giocatrice                  | Squadra                     |
| -------- | --------------------------- | --------------------------- | ---------------------------- | ---------------------------- | --------------------------- | --------------------------- |
| 2011     | Kelly Murphy                | Florida                     | Bianca Rowland               | Washington                   | Lauren Wicinski             | Northern Illinois           |
| 2011     | Deja McClendon              | Penn State                  | Tyler Henderson              | Tulsa                        | Lola Arslanbekova           | Louisville                  |
| 2011     | Gina Mancuso                | Nebraska                    | Ashley Wittman               | Minnesota                    | Megan Campbell              | Dayton                      |
| 2011     | Kanani Danielson            | Hawaii                      | Kelsey Robinson              | Tennessee                    | Alaina Bergsma              | Oregon                      |
| 2011     | Alexandra Jupiter           | Southern California         | Kristy Jaeckel               | Florida                      | Ariel Scott                 | Penn State                  |
| 2011     | Rachael Kidder              | UC Los Angeles              | Lane Carico                  | Miami (Florida)              | Lauren Williams             | Southern California         |
| 2011     | Natalie Hagglund            | Southern California         | Emily Hartong                | Hawaii                       | Katelyn Steffan             | Colorado State              |
| 2011     | Colleen Ward                | Illinois                    | Tarah Murrey                 | UC Berkeley                  | Jenilee Rathje              | Michigan State              |
| 2011     | Ariel Turner                | Purdue                      | Bre Payton                   | Northern Iowa                | Megan Plourde               | Colorado State              |
| 2011     | Rachael Adams               | Texas                       | Kathleen Slay                | Penn State                   | Brianne Barker              | Oklahoma                    |
| 2011     | Alison Landwehr             | Iowa State                  | Haley Eckerman               | Texas                        | Michelle Bartsch            | Illinois                    |
| 2011     | Kimberly Hill               | Pepperdine                  | Carly Jenson                 | Iowa State                   | Lucille Charuk              | Houston                     |
| 2011     | Kendall Bateman             | Southern California         | Jekaterina Stepanova         | Florida State                | Lisa Henning                | Missouri                    |
| 2011     | Bailey Webster              | Texas                       | Stephanie Klefot             | Kentucky                     | Kim Maroon                  | Villanova                   |
| 2012     | Alaina Bergsma              | Oregon                      | Lola Arslanbekova            | Louisville                   | Dana Cranston               | Colorado State              |
| 2012     | Lauren Cook                 | Nebraska                    | Whitney Billings             | Kentucky                     | Jennifer Cross              | Michigan                    |
| 2012     | Haley Eckerman              | Texas                       | Elizabeth Brenner            | Oregon                       | Katelyn Fuller              | Southern California         |
| 2012     | Natalie Hagglund            | Southern California         | TeTori Dixon                 | Minnesota                    | Lisa Henning                | Missouri                    |
| 2012     | Jennifer Hamson             | Brigham Young               | Kristen Hahn                 | Iowa State                   | Mari Hole                   | Ohio State                  |
| 2012     | Micha Hancock               | Penn State                  | Tyler Henderson              | Tulsa                        | Stephanie Holthus           | Northwestern                |
| 2012     | Katherine Harms             | Minnesota                   | Caroline Jarmoc              | Kansas                       | Alison Landwehr             | Iowa State                  |
| 2012     | Emily Hartong               | Hawaii                      | Gina Mancuso                 | Nebraska                     | Deja McClendon              | Penn State                  |
| 2012     | Tabitha Love                | UC Los Angeles              | Samantha Selsky              | Dayton                       | Sallie McLaurin             | Oklahoma                    |
| 2012     | Chloe Mann                  | Florida                     | Kathleen Slay                | Penn State                   | Monique Mead                | Georgia Tech                |
| 2012     | Lauren Plum                 | Oregon                      | Ariel Turner                 | Purdue                       | Ashley Neff                 | Florida State               |
| 2012     | Ariel Scott                 | Penn State                  | Krista Vansant               | Washington                   | Gwendolyn Rucker            | Louisville                  |
| 2012     | Bailey Webster              | Texas                       | Hannah Werth                 | Nebraska                     | Emani Sims                  | Miami (Florida)             |
| 2012     | Carly Wopat                 | Stanford                    | Lauren Wicinski              | Michigan State               | Kellie Woolever             | Pepperdine                  |
| 2013     | Oyinkansola Ajanaku         | Stanford                    | Whitney Billings             | Kentucky                     | McKenzie Adams              | Texas San Antonio           |
| 2013     | TeTori Dixon                | Minnesota                   | Elizabeth Brenner            | Oregon                       | Jocelynn Birks              | Illinois                    |
| 2013     | Haley Eckerman              | Texas                       | Samantha Bricio              | Southern California          | Chelsey Feekin              | Wichita State               |
| 2013     | Natalie Hagglund            | Southern California         | Madison Bugg                 | Stanford                     | Alexa Gray                  | Brigham Young               |
| 2013     | Micha Hancock               | Penn State                  | Lauren Carlini               | Wisconsin                    | Caroline Jarmoc             | Kansas                      |
| 2013     | Emily Hartong               | Hawaii                      | Chloe Ferrari                | San Diego                    | Elizabeth Koberstein        | Marquette                   |
| 2013     | Lisa Henning                | Missouri                    | Kristen Hahn                 | Iowa State                   | Kori Moster                 | Michigan State              |
| 2013     | Molly Kreklow               | Missouri                    | Christina Higgins            | UC Berkeley                  | Kaleigh Nelson              | Washington                  |
| 2013     | Chloe Mann                  | Florida                     | Deja McClendon               | Penn State                   | Valerie Nichol              | Purdue                      |
| 2013     | Ebony Nwanebu               | Southern California         | Sallie McLaurin              | Oklahoma                     | Alexis Olgard               | Southern California         |
| 2013     | Kelsey Robinson             | Nebraska                    | Chiaka Ogbogu                | Texas                        | Chantale Riddle             | New Mexico                  |
| 2013     | Ariel Scott                 | Penn State                  | Bailey Webster               | Texas                        | Kadie Rolfzen               | Nebraska                    |
| 2013     | Krista Vansant              | Washington                  | Lauren Wicinski              | Michigan State               | Emily Sklar                 | Duke                        |
| 2013     | Carly Wopat                 | Stanford                    | Ashley Wittman               | Minnesota                    | Kathleen Slay               | Penn State                  |
| 2014     | Oyinkansola Ajanaku         | Stanford                    | Rhamat Alhassan              | Florida                      | Martenne Bettendorf         | Oregon                      |
| 2014     | Madison Bugg                | Stanford                    | Katherine Bell               | Texas                        | Kelli Browning              | Creighton                   |
| 2014     | Jordan Burgess              | Stanford                    | Morgan Bergren               | Kentucky                     | Mackenzie Dagostino         | Florida                     |
| 2014     | Lauren Carlini              | Wisconsin                   | Jocelynn Birks               | Illinois                     | Deedra Foss                 | Colorado State              |
| 2014     | Haley Eckerman              | Texas                       | Samantha Bricio              | Southern California          | Macey Gardner               | Arizona State               |
| 2014     | Nia Grant                   | Penn State                  | Alexandra Frantti            | Penn State                   | Madison Kingdon             | Arizona                     |
| 2014     | Jennifer Hamson             | Brigham Young               | Alexa Gray                   | Brigham Young                | Mary-Kate Marshall          | Oregon State                |
| 2014     | Micha Hancock               | Penn State                  | Savanah Leaf                 | Miami (Florida)              | Mallory McCage              | Texas                       |
| 2014     | Briana Holman               | Louisiana State             | Merete Lutz                  | Stanford                     | Kaleigh Nelson              | Washington                  |
| 2014     | Alexandra Holston           | Florida                     | Taylor Morey                 | Wisconsin                    | Caitlin Nolan               | Iowa State                  |
| 2014     | Karsta Lowe                 | UC Los Angeles              | Chaniel Nelson               | North Carolina               | Krystal Rivers              | Alabama                     |
| 2014     | Chiaka Ogbogu               | Texas                       | Courtney Thomas              | Wisconsin                    | Kadie Rolfzen               | Nebraska                    |
| 2014     | Taylor Simpson              | Colorado                    | Nicole Walch                 | Florida State                | Lianna Sybeldon             | Washington                  |
| 2014     | Krista Vansant              | Washington                  | Aiyana Whitney               | Penn State                   | Paige Tapp                  | Minnesota                   |
| 2015     | Rhamat Alhassan             | Florida                     | Jazzmin Babers               | Texas A&M                    | Amy Boswell                 | Brigham Young               |
| 2015     | Samantha Bricio             | Southern California         | Abigail Cole                 | Michigan                     | Madison Bugg                | Stanford                    |
| 2015     | Lauren Carlini              | Wisconsin                   | Megan Courtney               | Penn State                   | Elizabeth Campbell          | Ohio State                  |
| 2015     | Alexa Gray                  | Brigham Young               | Andrea Drews                 | Purdue                       | Chloe Collins               | Texas                       |
| 2015     | Ainise Havili               | Kansas                      | Hayley Hodson                | Stanford                     | Adrianna Culbert            | Colorado State              |
| 2015     | Amy Neal                    | Texas                       | Merete Lutz                  | Stanford                     | Taylor Formico              | UC Los Angeles              |
| 2015     | Chiaka Ogbogu               | Texas                       | Haleigh Nelson               | Wisconsin                    | Alexandra Holston           | Florida                     |
| 2015     | Kelsie Payne                | Kansas                      | Caitlin Nolan                | Iowa State                   | Brittany Howard             | Stanford                    |
| 2015     | Kadie Rolfzen               | Nebraska                    | Alicia Ogoms                 | Southern California          | Olivia Magill               | Hawaii                      |
| 2015     | Taylor Sandbothe            | Ohio State                  | Paulina Prieto               | Texas                        | Mallory McCage              | Texas                       |
| 2015     | Daly Santana                | Minnesota                   | Amber Rolfzen                | Nebraska                     | Paige Neuenfeldt            | North Carolina              |
| 2015     | Lianna Sybeldon             | Washington                  | Samantha Seliger-Swenson     | Minnesota                    | Paige Tapp                  | Minnesota                   |
| 2015     | Hannah Tapp                 | Minnesota                   | Nikki Taylor                 | Hawaii                       | Jaalia Winters              | Creighton                   |
| 2015     | Haleigh Washington          | Penn State                  | Aiyana Whitney               | Penn State                   | Justine Wong-Orantes        | Nebraska                    |
| 2016     | Oyinkansola Ajanaku         | Stanford                    | Adora Anae                   | Utah                         | Rhamat Alhassan             | Florida                     |
| 2016     | Amy Boswell                 | Brigham Young               | Abigail Cole                 | Michigan                     | Katie Brand                 | Kansas State                |
| 2016     | Lauren Carlini              | Wisconsin                   | Chloe Collins                | Texas                        | Melanie Crow                | Missouri                    |
| 2016     | Simone Lee                  | Penn State                  | Alyssa Garvelink             | Michigan State               | Lydia Dimke                 | Creighton                   |
| 2016     | Ebony Nwanebu               | Texas                       | Alexandra Holston            | Florida                      | Leah Edmond                 | Kentucky                    |
| 2016     | Kelsie Payne                | Kansas                      | Kelly Hunter                 | Nebraska                     | Molly Haggerty              | Wisconsin                   |
| 2016     | Kathryn Plummer             | Stanford                    | Christian Jones              | Washington                   | Ainise Havili               | Kansas                      |
| 2016     | Kadie Rolfzen               | Nebraska                    | Taylor Leath                 | North Carolina               | Merete Lutz                 | Stanford                    |
| 2016     | Courtney Schwan             | Washington                  | Haleigh Nelson               | Wisconsin                    | Kalei Mau                   | Arizona                     |
| 2016     | Samantha Seliger-Swenson    | Minnesota                   | Taylor Sandbothe             | Ohio State                   | McKenna Miller              | Brigham Young               |
| 2016     | Haleigh Washington          | Penn State                  | Katie Staiger                | Baylor                       | Amber Rolfzen               | Nebraska                    |
| 2016     | Micaya White                | Texas                       | Bailey Tanner                | Washington                   | Penina Snuka                | Arizona                     |
| 2016     | Sarah Wilhite               | Minnesota                   | Hannah Tapp                  | Minnesota                    | Lindsey Vander Weide        | Oregon                      |
| 2016     | Justine Wong-Orantes        | Nebraska                    | Nikki Taylor                 | Hawaii                       | Tionna Williams             | Wisconsin                   |
| 2017     | Rhamat Alhassan             | Florida                     | Annika Albrecht              | Nebraska                     | Brittany Abercrombie        | Southern California         |
| 2017     | Adora Anae                  | Utah                        | Autumn Bailey                | Michigan State               | Sherridan Atkinson          | Purdue                      |
| 2017     | Danielle Cuttino            | Purdue                      | Audriana Fitzmorris          | Stanford                     | Alison Bastianelli          | Illinois                    |
| 2017     | Leah Edmond                 | Kentucky                    | Mikaela Foecke               | Nebraska                     | Alyssa Cavanaugh            | Western Kentucky            |
| 2017     | Jenna Gray                  | Stanford                    | Alyssa Garvelink             | Michigan State               | Carly DeHoog                | Washington                  |
| 2017     | Morgan Hentz                | Stanford                    | Madeleine Gates              | UC Los Angeles               | Kristen Gengenbacher        | San Diego                   |
| 2017     | Kelly Hunter                | Nebraska                    | Shainah Joseph               | Florida                      | Alexis Hart                 | Minnesota                   |
| 2017     | Khalia Lanier               | Southern California         | Madison Lilley               | Kentucky                     | Lily Johnson                | Missouri State              |
| 2017     | Simone Lee                  | Penn State                  | Merete Lutz                  | Stanford                     | Veronica Jones              | Brigham Young               |
| 2017     | Chiaka Ogbogu               | Texas                       | Emily Maglio                 | Hawaii                       | Rachael Kramer              | Florida                     |
| 2017     | Kathryn Plummer             | Stanford                    | Samantha Seliger-Swenson     | Minnesota                    | Kelsie Payne                | Kansas                      |
| 2017     | Dana Rettke                 | Wisconsin                   | Alexa Smith                  | Colorado                     | Jordyn Poulter              | Illinois                    |
| 2017     | Stephanie Samedy            | Minnesota                   | Carli Snyder                 | Florida                      | Carly Skjodt                | Michigan                    |
| 2017     | Haleigh Washington          | Penn State                  | Kendall White                | Penn State                   | Micaya White                | Texas                       |
| 2018     | Sherridan Atkinson          | Purdue                      | Babatamilore Alade           | Stanford                     | Naghede Abu                 | Colorado                    |
| 2018     | Mikaela Foecke              | Nebraska                    | Allie Barber                 | Marquette                    | Kara Bajema                 | Washington                  |
| 2018     | Jenna Gray                  | Stanford                    | Brooke Botkin                | Southern California          | Alison Bastianelli          | Illinois                    |
| 2018     | Lyndie Haddock              | Brigham Young               | Danielle Barton              | Utah                         | Madison Duello              | Wisconsin                   |
| 2018     | Morgan Hentz                | Stanford                    | Leah Edmond                  | Kentucky                     | Heather Gneiting            | Brigham Young               |
| 2018     | Veronica Jones              | Brigham Young               | Shelly Fanning               | Baylor                       | Kenzie Maloney              | Nebraska                    |
| 2018     | Kathryn Plummer             | Stanford                    | Audriana Fitzmorris          | Stanford                     | Nika Markovic               | Pittsburgh                  |
| 2018     | Jordyn Poulter              | Illinois                    | Sydney Hilley                | Wisconsin                    | Taylor Mims                 | Washington State            |
| 2018     | Jacqueline Quade            | Illinois                    | Mary Lake                    | Brigham Young                | Blake Mohler                | Purdue                      |
| 2018     | Dana Rettke                 | Wisconsin                   | Madison Lilley               | Kentucky                     | Jonni Parker                | Penn State                  |
| 2018     | Stephanie Samedy            | Minnesota                   | Regan Pittman                | Minnesota                    | August Raskie               | Oregon                      |
| 2018     | Samantha Seliger-Swenson    | Minnesota                   | Carly Skjodt                 | Michigan                     | Jordan Thompson             | Cincinnati                  |
| 2018     | Lauren Stivrins             | Nebraska                    | Ronika Stone                 | Oregon                       | Lindsey Vander Weide        | Oregon                      |
| 2018     | Kendall White               | Penn State                  | Micaya White                 | Texas                        | Jaalia Winters              | Creighton                   |
| 2019     | Kara Bajema                 | Washington                  | Kylie Deberg                 | Missouri                     | Gabrielle Blossom           | Penn State                  |
| 2019     | Danielle Barton             | Utah                        | Logan Eggleston              | Texas                        | Grace Cleveland             | Purdue                      |
| 2019     | Leah Edmond                 | Kentucky                    | Molly Haggerty               | Wisconsin                    | Maia Dvoracek               | Cal Poly                    |
| 2019     | Jenna Gray                  | Stanford                    | Hollann Hans                 | Texas A&M                    | Audriana Fitzmorris         | Stanford                    |
| 2019     | Morgan Hentz                | Stanford                    | Magdaléna Jehlářová          | Washington State             | Madeleine Gates             | Stanford                    |
| 2019     | Sydney Hilley               | Wisconsin                   | Kenzie Koerber               | Utah                         | Thayer Hall                 | Florida                     |
| 2019     | Kaitlyn Hord                | Penn State                  | Khalia Lanier                | Southern California          | Alexis Hart                 | Minnesota                   |
| 2019     | Hannah Lockin               | Baylor                      | Madison Lilley               | Kentucky                     | Paige Jones                 | Michigan                    |
| 2019     | Regan Pittman               | Minnesota                   | Kayla Lund                   | Pittsburgh                   | Ella May Powell             | Washington                  |
| 2019     | Yossiana Pressley           | Baylor                      | MacKenzie May                | UC Los Angeles               | Lindsey Ruddins             | UC Santa Barbara            |
| 2019     | Dana Rettke                 | Wisconsin                   | Berkeley Oblad               | Utah                         | Mikayla Shields             | South Carolina              |
| 2019     | Shelly Fanning              | Baylor                      | Stephanie Samedy             | Minnesota                    | Alli Stumler                | Kentucky                    |
| 2019     | Jordan Thompson             | Cincinnati                  | Lauren Stivrins              | Nebraska                     | Alexis Sun                  | Nebraska                    |
| 2019     | Micaya White                | Texas                       | Kendall White                | Penn State                   | Brittany Witt               | Creighton                   |
| 2020     | Danielle Barton             | Utah                        | Lauren Barnes                | Wisconsin                    | Mariana Brambilla           | Georgia Tech                |
| 2020     | Brionne Butler              | Texas                       | T'ara Ceasar                 | Florida                      | Gabrielle Curry             | Kentucky                    |
| 2020     | Grace Cleveland             | Purdue                      | Kylie Deberg                 | Missouri                     | Victoria Dilfer             | Louisville                  |
| 2020     | Samantha Drechsel           | Washington                  | Nicklin Hames                | Nebraska                     | Kennedy Redding             | Brigham Young               |
| 2020     | Logan Eggleston             | Texas                       | Claire Hoffman               | Washington                   | Lauren Forte                | Florida                     |
| 2020     | Sydney Hilley               | Wisconsin                   | Kenzie Koerber               | Utah                         | Jhenna Gabriel              | Texas                       |
| 2020     | Madison Lilley              | Kentucky                    | Emily Londot                 | Ohio State                   | Kaitlyn Hord                | Penn State                  |
| 2020     | Ella May Powell             | Washington                  | Kayla Lund                   | Pittsburgh                   | Taryn Knuth                 | Florida State               |
| 2020     | Yossiana Pressley           | Baylor                      | Lauren Matthews              | Western Kentucky             | Nicole Lennon               | Rice                        |
| 2020     | Dana Rettke                 | Wisconsin                   | MacKenzie May                | UC Los Angeles               | Caitlyn Newton              | Purdue                      |
| 2020     | Stephanie Samedy            | Minnesota                   | Chinaza Ndee                 | Pittsburgh                   | Jamie Peterson              | Dayton                      |
| 2020     | Avery Skinner               | Kentucky                    | Brooke Nuneviller            | Oregon                       | Devyn Robinson              | Wisconsin                   |
| 2020     | Lauren Stivrins             | Nebraska                    | Anna Stevenson               | Louisville                   | Alexis Sun                  | Nebraska                    |
| 2020     | Alli Stumler                | Kentucky                    | Azhani Tealer                | Kentucky                     | Roxanne Wiblin              | San Diego                   |